# Kup europskih prvaka 1981./82. (vaterpolo)
Ovo je devetnaesto izdanje Kupa europskih prvaka. Još u skupinama ispali su Bogliasco, Marseille, Jug (branitelj naslova) i Ethnikos. Zatim se igrala završna skupina.
- 1. Barcelona (Španjolska)
- 2. Spandau (Njemačka)
- 3. Vasas (Mađarska)
- 4. Alphen (Nizozemska)

- sastav Barcelone (prvi naslov): Salvador Franch, Joan Marimón, Diego Odena, Manuel Estiarte, Jordi Carmona, Juan Jané, Frederic Sabrià, Miquel Chillida, Joaquim Barceló, Ernesto González, Ignacio Lobera, Antoni Aguilar, Leandre Ribera